# سارنتال
سارنتال ( تُلفظ بالألمانية: [ˈsarntaˑl] ؛ (بالإيطالية: Sarentino)‏ ‎[sarenˈtiːno]‏ ) هو واد ومجمع (بلدية) يقع في جنوب تيرول في شمال إيطاليا ، ويقع على بعد حوالي 15 كيلومتر (9 ميل) شمال مدينة بولزانو وتتكون البلدية من عدة مدن وقرى، وأكبرها مقر رئيس البلدية والمجلس سارنتين .

## جغرافياً
يقع وادي سارنتال على حدود البلديات التالية: هافلينج ، فرينفيلد ، كلاوسن ، فرانزينفيست ، مولتن ، راتشينجس ، ريتن ، جينيسين ، سانت ليونارد في باسيير ، شينا ، فارن ، فوران وفيلاندرز . ويقع Durnholzer See في منطقة البلدية، والنهر الرئيسي هو تالفير ، الذي ينبع من جبل Weißhorn في Pensertal .

## تاريخياَ
ذُكرت قرية سارنتين لأول مرة عام 1211 ميلادي.

### معطف الاذرع
يتمثل الشعار في رأس غزال على اللازوردية ، ويبدو الشعار مثل العديد من الخاصة من اللوردات الذين أداروا المنطقة منذ عام 1315 ، ولكن منذ عام 1681 وأطلقت تسمية كونتات سارنتين ( جرافين فون سارنتين ) الذين يعيشون في قلعة كيلربيرغ ، واعتمدت الشارة عام 1967.

## المجتمع

### التوزيع اللغوي
وفقًا للتعداد في عام 2011 ، فإن 98.07٪ من السكان يتحدث اللغة الألمانية ، و 1.82٪ إيطاليون ، و 0.10٪ يتحدثون اللغة اللادينية كلغة أولىLadin.

## مشاهيرهم
- فرانز تالر (ولد في 1925 في سارنتال - 2015 ) ، مؤلف ، ومطرز ريشة طاووس وناجي من معسكر الاعتقال في داخاو.
- غوستاف هوفر (سارنتال ، 1976) ، مخرج سينمائي وكاتب سيناريو وصحفي ومقدم برامج تلفزيونية.[4]

## روابط خارجية
- الموقع الرسمي باللغة الألمانية